# Hippodamos
Hippodamos von Milet (altgriechisch Ἱππόδαμος, auch Hippodamus) war ein griechischer Städteplaner und Staatstheoretiker der Antike, der im 5. Jahrhundert v. Chr. lebte, seine genauen Lebensdaten sind jedoch nicht bekannt.
Große Berühmtheit erlangte er durch das schon in der Antike nach ihm benannte „hippodamische System“. Dabei handelte es sich um ein orthogonales System aus gleichmäßigen und gleich großen Parzellen (insulae). Hippodamos ist jedoch nicht der Erfinder des orthogonalen Systems selbst. Derartige Strukturen existierten bereits im Vorderen Orient und in Ägypten zu viel früheren Zeiten. Auch im griechischen Raum wurden derartige Systeme bei Neugründungen im Zusammenhang mit der sogenannten großen griechischen Kolonisation regelhaft angewandt. Das hippodamische System wird oft mit der Staatsform der Demokratie in Zusammenhang gebracht, obwohl auch Poleis mit anderen Regierungsformen gerasterte Systeme für ihre Stadtpläne in Anwendung brachten. Eine zwingende Gleichsetzung von hippodamischem Stadtgrundriss und demokratischer Regierung ist daher nicht möglich, auch wenn Hippodamos selber eine demokratische Staatsauffassung vertrat (siehe unten).
Die antiken Schriftquellen bringen Hippodamos mit der Anlage mehrerer Städte in Verbindung. So soll er bei der Neugründung der Stadt Milet, nachdem diese durch die Perser zerstört worden war, mitgewirkt haben (479 v. Chr.). Außerdem wird von seiner Mitwirkung an der Planung des Hafens von Piräus (um 450 v. Chr.) und der panhellenischen „Musterstadt“ Thurioi (445/444 v. Chr.) berichtet. Schließlich soll er auch bei der Anlage von Rhodos 408 v. Chr. mitgewirkt haben. Dies ist jedoch unwahrscheinlich, da Hippodamos zu diesem Zeitpunkt ungefähr 90 Jahre alt gewesen sein müsste.
Außerdem wird Hippodamos in der aristotelischen Schrift Politik als der Erste erwähnt, der es unternahm, die beste Staatsverfassung zu definieren, ohne selbst Staatsmann zu sein.